# Pianto

Emoji che piange

Per pianto si intende comunemente l'atto di produrre e rilasciare lacrime in risposta a un'emozione, sia negativa (dolore) che positiva (gioia).
Queste due componenti, lacrimazione ed emozione, possono anche non essere compresenti. Nei neonati, per esempio, data l'immaturità del dotto lacrimale, si può verificare un pianto senza lacrime. Altre situazioni, invece, determinano spremitura della ghiandola lacrimale in assenza di un'emozione correlata, come il contatto dell'occhio con sostanze irritanti (solfuri organici contenuti nella cipolla) o l'innervazione della ghiandola lacrimale da parte di neuroni secretagoghi diretti primitivamente alle ghiandole salivari (definita "pianto del coccodrillo").
Infine, il cosiddetto "piangere dal ridere" descrive una situazione dove non è tanto l'emozione gioiosa a determinare lacrimazione, quanto il complesso delle attivazioni muscolari determinato dal riso.
Il piangere è stato definito come "un complesso fenomeno secretomotore caratterizzato dall'effusione di lacrime da parte dell'apparato lacrimale, senza alcuna irritazione per le strutture oculari", in cui un collegamento neuronale tra la ghiandola lacrimale e le aree del cervello è coinvolto in un'emozione dapprima controllata. Si ritiene che nessun altro essere vivente oltre l'uomo possa produrre lacrime come risposta ai diversi stati emozionali, benché ciò non sia del tutto corretto per diversi scienziati.
Le lacrime prodotte durante pianti emozionali presentano una composizione chimica diversa dagli altri tipi di lacrime: contengono infatti un quantitativo significativamente più alto di ormoni prolattina, ormoni adrenocorticotropo, leu-encefalina (un oppioide endogeno e potente anestetico), potassio e manganese.
Stando a uno studio su oltre 300 individui adulti, in media gli uomini piangono una volta ogni mese, mentre le donne piangono almeno cinque volte al mese, specialmente prima e durante il ciclo mestruale, quando il pianto può incrementare anche di cinque volte, spesso senza evidenti ragioni (come depressione o tristezza). In molte culture è più socialmente accettabile per donne e bambini piangere che per gli uomini.

## Il pianto nei bambini
Nei bambini il pianto è notevolmente più frequente che negli adulti e lo scopo è soprattutto di tipo comunicativo, in quanto questo comportamento stimola la presenza, la cura e l'assistenza da parte della madre. Il massimo della frequenza e della durata del pianto si ha nei neonati. E ciò per vari motivi: immaturità del sistema nervoso; necessità di affrontare situazioni organiche e psicologiche nuove e sconosciute; impossibilità di comunicare in altro modo tutti i loro bisogni, che sono numerosi, in quanto i piccoli dell'uomo nascono assolutamente inermi e incapaci. “Da notare a questo riguardo che i bambini dei paesi occidentali piangono di più di quelli dove i piccoli stanno più spesso a stretto contatto con la madre. Inoltre è noto che i bambini di madre ansiosa piangono notevolmente di più di quelli che hanno la fortuna di stare tra le braccia di una madre tranquilla e serena”.
I bambini più grandi possono piangere per molti motivi: quando qualcosa o qualcuno li ha spaventati; quando cadono e si fanno male; quando sono rimproverati; quando sono contrastati o contrariati; quando non sono ancora maturi per affrontare ambienti diversi da quelli familiari come l'asilo nido o la scuola materna; quando cercano di piegare la volontà dei genitori ai loro desideri, bisogni o capricci. A volte, soprattutto la sera i bambini piangono per sfogare la tensione e la stanchezza accumulata durante tutto il giorno. Mediante il pianto il bambino può esprimere la sua sofferenza fisica per una malattia o disturbo organico che lo ha colpito. Il bambino può piangere in quanto provato da una cronica sofferenza psicologica, causata dai frequenti conflitti tra i genitori o i familiari, per la scarsa o saltuaria presenza materna o paterna, per la difficoltà a stabilire una buona intesa con i genitori. Il bambino può, infine, piangere per collera e rabbia, quando l'ambiente intorno a lui, nonostante tutti i suoi sforzi e tentativi di comunicazione, non comprende o non soddisfa i suoi bisogni primari.
Il pianto di solito riesce a consolare il bambino. Tuttavia a volte ciò non accade. In questi casi l'angoscia del bambino si accentua insieme a quella dei genitori, che non sanno cosa fare o come comportarsi per calmare e rasserenare il figlio.

## Interventi
È intanto importante la serenità dell'ambiente di vita del bambino: serenità dei genitori, serenità nella vita della coppia genitoriale e nell'ambiente di vita. Altrettanto importante è ascoltare e capire i bisogni del bambino cercando, quando si ritiene che non siano dettati da capriccio, di soddisfarli rapidamente, senza creare inutili scontri o attese snervanti.
Le mamme di tutte le epoche hanno, inoltre, scoperto una serie di piccoli accorgimenti, per facilitare il sonno sereno dei loro piccoli. Pertanto le tecniche e gli interventi per prevenire il pianto o per riuscire a calmare un bambino che piange sono numerose, molto antiche e sono comuni in tutti i popoli: intanto se il bambino lo desidera è bene lasciargli succhiare il ciuccio e, se indispensabile, anche il biberon o il seno della madre; effettuare al figlio un bagno con acqua tiepida prima di metterlo a letto; cullarlo o cantargli una ninna nanna; mettere nel lettino accanto al bambino il suo oggetto transizionale: un fazzoletto, un foglio di carta morbida, un pupazzetto, un asciugamano o qualunque altro oggetto al quale il bambino è particolarmente legato.

## Funzione
Sulla funzione e origine delle lacrime emozionali non si è ancora trovata una risposta definitiva: le diverse teorie proposte spaziano dalle ipotesi più semplici, come una risposta al dolore provato, a quelle più complesse, compresa la comunicazione non verbale atta a "farsi comprendere" dagli altri.
Per Ippocrate e la medicina medievale, l'origine delle lacrime era da attribuirsi allo stato umorale del corpo, mentre il pianto era percepito come una purificazione del cervello dagli eccessi umorali. William James interpreta le emozioni come riflessi a priori del pensiero razionale, argomentando che lo stato fisiologico, come è lo stress, sia una precondizione necessaria per raggiungere la piena conoscenza delle emozioni come l'ira.
William H. Frey II, biochimico all'Università del Minnesota, ha dichiarato che le persone si sentono "meglio" dopo aver pianto, a causa dell'eliminazione di ormoni associati allo stress, e più specificamente degli ormoni adrenocorticotropo. Questo, unito all'incremento delle secrezioni delle mucose mentre si piange, potrebbe condurre alla teoria che il pianto sia un meccanismo sviluppato nell'uomo per disporre di questo "ormone antistress" come valvola di sfogo quando il livello di stress accumulato è troppo elevato.
Recenti teorie psicologiche evidenziano la relazione tra il pianto e la percezione della debolezza. Da questa prospettiva, la marcata esperienza di debolezza può spiegare in generale perché la gente piange.